# Ронге, Иоганн
Иоганн Ронге (нем. Johannes Ronge; 16 октября 1813, Бишофсвальде (ныне — Бискупув) близ г. Глухолазы, Верхняя Силезия, королевство Пруссия (ныне Опольское воеводство, Польши) — 26 октября 1887, Вена) — римско-католический священник, вольнодумец, основатель немецко-католической церкви.

## Биография
Был католическим капелланом. В 1843 году обратился к трирскому архиепископу с открытым письмом и протестом против выставления на поклонение ризы Господней, чем начал агитацию в пользу учреждения особой немецкой католической церкви.
За его критику церкви был лишён сана, но не прекратил своих выступлений, пошёл дальше в поисках и создании нового движения в католицизме. Служил пастором первой общины в Бреслау, которая менее чем за год, увеличилась до более чем 8000 членов.
Когда произошёл раскол движения, Ронге возглавил более либеральное крыло, которое стало известно, как немецкие католики. Ронге организовал движение Новых католиков, как принципиально новую демократическую организацию. Отменил правило безбрачия для священников, отлучения от церкви, устные конфессии, индульгенций и другие правила и методы католической церкви, и женился на Берте Мейер, сестре своего друга Карла Шурца. Ронге также получил поддержку от Роберта Блюма, издателя газеты в Саксонии, который опубликовал его труды о новом движении.
Участвовал в политической борьбе 1848 года и был видным демократическим лидером, после чего отправился в изгнание в Англию, где он и его жена Берта Ронге организовали детский приют в Манчестере, а затем в Лидсе. Вернулся в Пруссию в 1861 по амнистии. Продолжил усилия по возрождению немецкого католического движения и борьбе с антисемитизмом.
Умер в Вене в 1887 году.

## Последователи
После ряда неудачных восстаний и преследований, многие последователи учения Ронге, отправились в США (где были известны как «свободомыслящие» (Freireligiöse)), часть переселилась в Канаду и Южную Африку, где стали миссионерами. В 1852 году в штате Висконсин было 32 их прихода. Влияние «свободомыслящих» продолжалось до начала XX века, но затем начало спадать. Влияние этого немецкого движения остается сейчас, в основном, на Среднем Западе США.